# Leptopelis zebra
Leptopelis zebra es una especie de anfibios de la familia Arthroleptidae.
Habita en Camerún y, posiblemente, República del Congo, Guinea Ecuatorial y Gabón.
Su hábitat natural incluye bosques tropicales o subtropicales húmedos a baja altitud, pantanos, marismas de agua fresca y corrientes intermitentes de agua.
Está amenazada de extinción por la pérdida de su hábitat natural.